# Палата Министарства финансија Краљевине Југославије
Палата Министарства финансија Краљевине Југославије, данашња зграда Владе Републике Србије, налази се у Београду, на територији градске општине Савски венац, у улици Кнеза Милоша 22. Палата због значаја као антологијско дело београдске академске међуратне архитектуре представља непокретно културно добро као споменик културе.
Палата је саграђена је између 1926. и 1928. године, по пројекту архитекте Николаја Краснова, руског архитекте, најзначајнијег представника академског историцизма у српској међуратној архитектури, запосленом у Архитектонском одељењу Министарства грађевина, коме је поверавано довршавање, уређење или пројектовање капиталних државних здања.
Николај Краснов је аутор првобитног пројекта зграде, као и њене касније доградње трећег спрата из 1938. године. Зграда је грађена као угловница и репрезентативни је објекат са основом у облику неправилног квадрата са унутрашњим двориштем. Рашчлањеност фасада, обликованих у духу академизма, постигнута је масивним пиластрима, смештеним између прозора првог и другог спрата.

## Историја
Почетком 20. века, финансијске установе Краљевине Србије су осетно ојачале, наручујући путем јавних конкурса или директним ангажовањем истакнутих градитеља неопходне просторне капацитете.
Према конкурсу за палату Управе државних монопола и Министарства финансија 1908. године, зграда је замишљена да буде репрезентативна доминанта административног центра, на раскрсници улица Кнеза Милоша и Немањине и позиционирана наспрам Министарства војске, изграђеног 1895. године. Према условима конкурса, учесницима је допуштена стилска слобода, уз могућност примене српских мотива.
На конкурсу су могли учествовати искључиво ствараоци словенског порекла из Краљевине Србије и иностранства, а седмочлани жири је био састављен од страних и домаћих представника: академик Владимир Покровски, професора Академије уметности из Санкт Петербурга, Освалд Поливка, пионир прашке архитектонске сецесије, Андра Стевановић (1859–1929), ректор Београдског универзитета, локални архитекти Душан Живановић (1853–1937) и Драгутин Маслаћ (1875–1937), као представници Министарства грађевина.
На конкурс је приспело једанаест радова, од чега је данас идентификовано свега пет: руски тандем Васиљев и Кричински, чешки архитекта Франтишек Блажека, коме је помагао професор Хоржица, домаћи дует Никола Несторовић и Драгутин Ђорђевић и самостални нацрти, које су приложили Владимир Поповић и Момир Коруновић.
На мали број пријава утицала је и напета политичка ситуација у Србији и њеном окружењу након аустроугарске Анексије БиХ 1908. године, која је додатно усложњавала разраду захтевног програма, уносећи осећање несигурности. Жири је већ на почетку елиминисао пет приспелих нацрта због непотпуности и непрецизности, проистеклих из претерано сложеног конкурсног програма, у којем је требало премостити и разлику у нагибу од осам метара између бочног крила у улици Адмирала Гепрата и угаоних партија на раскрсници Немањине и Кнеза Милоша, као и прекратког рока за припрему радова.
На конкурсу је одабран пројекат Кричинског и Васиљева под индикативном шифром „Уједињена Србија”, као најкомплетнији и најприкладнији прописаном програму, уз напомену да је тај рад својом уметничком обрадом далеко одмакао од осталих и закључак да награђене скице могу послужити за израду дефинитивног плана.
Победнички конкурсни цртеж за перспективни изглед здања, начињен је на бојеном картону, који није могао да се јасније репродукује у стручној штампи, као на пример у „Српском техничком листу”, марта 1909. године. Нацрти су излагани на веома посећеној изложби у сали основне школе код Саборне цркве, а члан жирија Драгутин Маслаћ, је затим у одломцима публиковао исцрпне коментаре.
Пројекат је ипак био прикладнији за оштру северњачку климу Балтика, него за балканско континентално поднебље. Упркос похвали и додељеној награди од седам хиљада динара, пројекат није реализован, због криза и ратова у периоду (1908–1918).
У октобру 1923, влада је потписала решење којим се друштву Србија уступа грађење нове палате Министарства трговине и индустрије за 19,3 милиона динара.
Почетком 1924. године, поново је расписан конкурс за нову зграду Министарства финансија. Резултати конкурса су објављени августа исте године. Прва награда није додељена, а другу је добило предузеће „Архитект”, на челу са Драгишом Брашованом, који је у то време већ изводио радове на пројекту за Палату Министарства шума и руда. У истом предузећу је радио и Богдан Несторовић, син Николе Несторовића, који се налазио у жирију конкурса. Због тога што је на додели награде за пројекат, учествовао и син члана жирија, избио је скандал, а један члан жирија, загребачки архитекта Едо Шен је демонстративно поднео оставку.
Награђени пројекат предузећа „Архитект”, урађен највероватније у духу академизма, није сачуван. Вероватно незадовољни спољашњим изгледом објекта, инвеститори су наредне 1925. организовали нови конкурс за пројекат фасаде, уз услов да буде пројектована у српско-византијском стилу. Удружење архитеката југословенских инжењера је ову одлуку оценило самовољном, те је својим члановима препоручило да не учествују на конкурсу под таквим условима. Упркос протестима, конкурс је ипак одржан и на њему је учествовало пет аутора.
Међутим, инвеститор је наједном променио одлуку и пројектовање Министарства финансија одлучило да повери Николи Краснову. Нови елаборат је израђен у духу руског академизма, за мање од два месеца, мада на идејним скицама постоји и потпис Николе Несторовића.
Тако је монументална палата саграђена према пројекту Николаја Краснова.

## Архитектура
Палата је грађена у периоду од 1926. године до 1928. године. Десет година касније, 1938. године је дозидан и трећи спрат по пројекту истог архитекте, што представља његово последње пројектно остварење. Надзиђивање је допринело бољем усклађивању волумена и у београдској архитектури је познато као „мајсторска доградња”.
Палата је конципирана као монументални објекат на раскршћу прометних улица Кнеза Милоша и Немањине. Има основу у облику квадрата са пространим унутрашњим двориштем. Ентеријер је решен у складу са својом наменом. Изразита ликовност фасада огледа се у богатству декоративне архитектонске пластике, мноштву детаља, простудираном односу маса.
Карактеристична доминантна угаона позиција зграде наглашена је куполом, на коју је постављена бронзана скулптура – персонификација „Србије”, односно „Југославије”, висока преко три метра, ливена од око 1.000 килограма бронзе, девојка са Ловоровим венцем на глави, која у десној руци држи високо подигнуту бакљу (првобитно круну краља Петра I Карађорђевића), а у левој штит са грбом четири оцила у плитком рељефу.
Аутор скулптуре Србије, као и слободних скулптура – алегоријских представа занатства, трговине (Меркур), индустрије и финансија, од вештачког камена, на кружном угаоном ризалиту, између прозора трећег, дограђеног спрата, је био истакнути вајар Ђорђе Јовановић.   Симболика мотива, просперитет и плодна будућност државе, је условљена самом делатношћу институције, којој је објекат првобитно био намењен.
До тешког разарања једног крила зграде према улици Кнеза Милоша, са оштећењима од крова до подрума је дошло директним поготком током НАТО бомбардовања СРЈ 1999. године.

## Зграда Влада Републике Србије
Данас је у овом објекту смештена Влада Републике Србије.
Палата Министарства финансија Краљевине Југославије је утврђена за културно добро (Одлука о утврђивању, „Сл. гласник РС“ бр. 32/01).